# Boja purpura (1985.)
Boja purpura (eng. The Color Purple) je film Stevena Spielberga iz 1985. snimljen prema istoimenom romanu dobitniku Pulitzerove nagrade Alice Walker. Film govori o mladoj Afroamerikanki Celie i pokazuje probleme s kojima se suočavaju mlade crnkinje tijekom ranog 20. stoljeća; uključujući siromaštvo, rasizam i seksualnu diskriminaciju. Celie se mijenja dok pronalazi samopoštovanje uz pomoć dvije snažne prijateljice.

## Radnja
Smješten na Jug Sjedinjenih Država tijekom početka dvadesetog stoljeća, film prati život mlade Afroamerikanke, Celie (Whoopi Goldberg), čije napastvovanje počinje u ranoj mladosti. S četrnaest godina ona već ima dvoje djece sa svojim ocem (za kojeg se kasnije ispostavlja da joj je očuh), koji ih uzima po rođenju i prisiljava je da se oženi s lokalnim udovcem kojeg zove "Gospodin", iako je njegovo pravo ime Albert Johnson (Danny Glover). Gospodin, koji se zagledao u Celijinu mlađu, puno atraktivniju sestru Nettie, ponaša se prema Celiji kao prema robu, tjera je da posprema njegov neuredni dom i brine se za njegovu neposlušnu djecu. Gospodin je često prebija i siluje, prisiljavajući je na šutnju i pokornost. Nettie dolazi živjeti s njima i počinje kratki period sreće dok Nettie podučava Celie čitati. No, to je kratkog vijeka; nakon što Nettie odbije Gospodinove nasrtaje, on je izbaci.
Gospodinova stara ljubav, jazz pjevačica Shug Avery (Olivia Cole), koju je Gospodin zamjerao više godina, dolazi živjeti s njim i Celiejom. U groznici, Shug u prvom susretu uvrijedi Celie rekavši "stvarno si ružna", ali postupno njih dvije postaju dobre prijateljice, a Shug pomaže Celie da uvidi svoje samopoštovanje. Shug i Celie se upuštaju i u lezbijsku vezu; ovo je bilo još razrađenije u knjizi, dok se u filmu tek sugerira. Celie pronalazi snagu i u Sofiji (Oprah Winfrey), koja se udaje za Gospodinova sina Harpoa (Willard Pugh). Sofia je također žrtva nasilja od strane muškaraca u svojoj obitelji, ali za razliku od Celije, odbija ga tolerirati. Ovo nadahnuće se ipak pokazuje kao njezin pad, jer nakon što je uvrijedila gradonačelnikovu ženu, Sofia završava u zatvoru.
Nettie je u međuvremenu živjela s misionarima u Africi često pišući Celiji. Gospodin oduzima Nettiena pisma, rekavši Celiji da nikad više neće čuti za sestru. Tijekom posjete Shug i njezina novog muža, Celie i Shug otkrivaju kako je Nettie pisala godinama. Ponovno povezivanje sa sestrom i uvjerenje da je još živa pomaže Celiji snagu da se odupre Gospodinu, zaprijetivši mu da će ga ubiti i napustiti ga zauvijek.
Celie otvara galanteriju. Nakon što joj je umro otac, saznaje da joj je on zapravo bio očuh te da je naslijedila kuću od svog pravog oca. U međuvremenu, Gospodinova polja propadaju dok on tone u nerad potaknut alkoholom. Film završava s Nettie i Celijinom djecom, Adamom i Olivijom (odraslima u Africi), koji se konačno sastaju s Celijom.

## Glavne uloge
- Albert (Gospodin) - Danny Glover
- Celie - Whoopi Goldberg
- Shug Avery - Margaret Avery
- Sofia - Oprah Winfrey
- Harpo - Willard E. Pugh
- Nettie - Akosua Busia

## Nagrade i nominacije

### Oscari
Film je bio nominiran za 11 Oscara (uključujući najbolji film, najbolju glumicu za Goldberg i najbolju sporednu glumicu za Avery i Winfrey), ali nije vidio nijednu nagradu. Veliki pobjednik te godine bila je kolonijalna drama Moja Afrika.
Neki kritičari su kao razlog za nedobivanje Oscara istaknuli kontroverze tijekom produkcije. Boja purpura je film s najviše nominacija (zajedno sa  Životnom prekretnicom) u povijesti koji nije dobio nijedan Oscar. Neki afroamerički lideri pokreta za ljudska prava bili su uzrujani da je film o zlostavljanim crnoputim ženama u nepovoljnim pozicijama režirao Spielberg, koji je bio poznatiji po svojim fantastičnim i pustolovnim filmovima, a ne kao redatelj ozbiljnih drama iako je sama Alice Walker inzistirala da on režira film.

### Zlatni globusi
- Pobjeda
  - Najbolja glumica u drami - Whoopi Goldberg

- Nominacije
  - Najbolji film (drama)
  - Najbolji redatelj - Steven Spielberg
  - Najbolja sporedna glumica - Oprah Winfrey
  - Najbolja originalna glazba - Quincy Jones

## Zanimljivosti
- Film je bio debi za Whoopi Goldberg i Oprah Winfrey.
- Glazbu za film je skladao Quincy Jones. Ovaj film (zajedno sa  Zonom sumraka za koju je glazbu napisao Jerry Goldsmith) je jedini poslije Sugarland Expressa da je netko drugi skladao glazbu za Spielbergov film osim Johna Williamsa.
- U sceni u kojoj se svađa s Celijom u polju kukuruza, Sofia kaže "Želiš mrtvog zeta, gđice. Celie?". Sofia misli na Harpoa, koji je Celijin posinak (ova greška je napravljena i u knjizi, ali možda i namjerno).
- Alice Walker odabrala je za ulogu Celije odabrala Whoopi Goldberg nakon što je vidjela njen stand-up nastup u San Franciscu, što je potvrdilo njezino uvjerenje da može odigrati više različitih uloga. Goldberg je pozvana da dođe i izvede svoju stand-up točku pred Spielbergom, Quincyjem Jonesom i mnogim drugim. Goldberg je izvela dio iz E.T.-ja koji se spušta u Oakland i biva uhićen zbog posjedovanja droge.
- Tina Turner je odbila ulogu Shug Avery, rekavši "Živjela sam Celijin život s Ikeom. Ne želim ga živjeti ponovno". Patti LaBelle se također prijavila za ulogu.
- U sceni u kukuruzištu gdje se Sofia posvađa s Celijom nakon što je otkrila da je rekla Harpu da je prebije, Oprah Winfrey nije govorila Whoopi Goldberg, nego je gledala u klapu. Odradila je scenu u jednom pokušaju.
- Beba koju Celia rađa u uvodnoj sceni bila je lutka, dok je zvuk plakanja u pozadini bila snimka Spielbergova sina Maxa, koji je rođen početkom produkcije.
- Većina filma je snimljena u Sjevernoj Karolini.

## Razlike u odnosu na knjigu
- U romanu "Gospodin" nema ime. Zapravo, na mjestu gdje bi trebalo biti njegovo ime je praznina. U filmu, Shug i drugi ga zovu "Albert", a "Johnson" je prezime koje se jasno vidi na njegovom poštanskom sandučiću i pošti koju prima.
- Scena u kojoj Gospodin razdvaja Celie i Nettie, a zatim izbaci Nettie sa svoje farme, u romanu ne postoji. Ondje Nettie bježi s farme prije nego što je Gospodin dobio priliku izbaciti je. Razlog njenog iznenadnog odlaska je ista kao i u filmu (Nettie udara Gospodina), ali se to u romanu otkriva tek kasnije kad Celie čita njezina pisma.
- Roman detaljnije opisuje Nettien boravak u Africi, uključujući njezin kasniji brak sa svećenikom.
- Roman također otkriva da je Corrine mislila da su Adam i Olivia Nettiena djeca (a ne Celijina) jer izgledaju kao ona. Zato su i dopustili Nettie da im se pridruži na misionarskoj misiji u Africi.
- U sceni u kojoj Celie susreće Corrine i Oliviju u trgovini, Olivia je još beba. U romanu ima šest godina.
- Roman detaljno opisuje vezu između Gradyja (Shugina muža) i Squeak (Harpove djevojke). Zaljubljuju se i odsele na Panamu gdje uzgajaju marihuanu. Na kraju ga Squeak ostavlja i vraća se u Sjedinjene Države.
- U knjizi Shug pobjegne s mladićem zvanim Germaine, a zatim se vraća Celie.
- U romanu, Gospodin nije imao ništa s Nettienim povratkom u SAD.

## Vanjske poveznice
- Boja purpura u internetskoj bazi filmova IMDb-a
- Originalna recenzija filma Rogera Eberta  Arhivirana inačica izvorne stranice od 3. listopada 2012. (Wayback Machine)